# Ariabhata
Ariabhata byla první indická umělá družice Země. Byla vyrobena indickou agenturou ISRO, vypuštěna z území SSSR. Pojmenovaná je po středověkém indickém matematikovi a astronomovi Árjabhatovi.

## Podrobnosti
Družice byla vypuštěná sovětskou raketou Kosmos-3M 19. dubna 1975 z sovětského kosmodromu Kapustin Jar na dráhu 569-610 km, se sklonem 50,7 °, oběžnou dobou 96,4 min. Hmotnost 360 kg. Ariabhata registrovala i RTG záření z vesmíru, nabité částice ze Slunce a parametry vysoké atmosféry. Po dosažení oběžné dráhy byla katalogizována v COSPAR pod označením 1975-033A. Zanikla 11. února 1992 rozpadem v atmosféře.